# Ezequiel Nasser
Ezequiel Edmond Nasser (São Paulo; 1949) es un banquero brasileño de ascendencia judía siria, hijo de Rahmo Nasser y Evelyne Safra. Fue dueño del Banco Excel-Económico. Inició su carrera como empleado del Banco Safra, donde llegó a ser director. Es sobrino del también banquero José Safra. Está casado con Joelle Maslaton Nasser y tiene tres hijos Raymond, Daniel y Scarlet.
En 1994, Ezequiel sufrió el segundo secuestro más largo ocurrido en São Paulo en la época. Fue secuestrado el 28 de abril, cuando regresaba a su casa, en el Morumbi. Fue liberado tras pasar 75 días en poder de los secuestradores, después de recibir un rescate reportado de $2 millones.
Tras el fin del Banco Económico-Excel en 1998, el exbanquero Nasser reapareció en una disputa con el banco estadounidense Merrill Lynch. El banco afirmó que Nasser y su familia se dedicaban a inversiones y operaciones especulativas de alto riesgo, según una demanda presentada en la Corte Suprema del Estado de Nueva York.
Tres años después de la venta del banco Económico por solo R$ 1, Nasser solicitó la anulación de la transacción y una reparación por daños morales en valor no determinado. Él argumentaba que el Banco Central lo obligó a vender el banco por ese montante cuando, en verdad, debería haber recibido R$ 459,6 millones, en valores actualizados. El banco español BBVA argumentó que no había nada que devolver.